# مریم بیگم (دختر شاه صفی یکم)
مریم بیگم (۱۶۴۰–۱۷۱۹) سومین دختر شاه صفی بود. او از شاهدخت‌های مشهور دوران صفویه است.

## زندگی‌نامه
مریم بیگم در حدود سال ۱۶۴۰ در کاخ چهل‌ستون اصفهان به دنیا آمد. مادر او آنا خانم شاهدختی گرجی بود. او تنها خواهر تنی شاه عباس دوم بود. او آموزش‌های خود را در نزد بهترین عالمان آن زمان دید. او به فرمان برادرش با صدرعامه ازدواج کرد و بسیار مورد اذیت و آزار برادرش بود تا اینکه او از دنیا رفت و مقام مریم افزایش یافت، او پس از مرگ همسرش به ساروخان سهندلو دل بست، عشق آن دو در میان درباریان پیچید و به گوش شاه رسید و شاه برای اینکه از این موضوع اطمینان حاصل کند عمه خود را به نزدش خواند و نام چندین شخص برای ازدواج با وی را آورد ولی شاهدخت نپذیرفت سپس شاه سلیمان نام ساروخان را آورد و مریم بیگم با اشتیاق قبول کرد سپس شاه دستور داد تا برای عروسی آماده شود و در همان شب سر بریده سده ساروخان را به عمه اش هدیه کرد و به او تذکر داد و مریم بیگم نیز در رفتار خود دقت کرد و یکی از مشاوران اصلی شاه شد و در نحوه اداره ایالات شاهنشاهی نظرات او را جویا می شد و پس از مرگ سلیمان فرزند بزرگ و زودباور او را به نام سلطان حسین به سلطنت رساند و بر عباس میرزا پسر دوم و سلحشور شاه ترجیح داد.
مریم بیگم در طول دوره سلطان حسین از پشت صحنه در حرمخانه شاهی، عنان و زمام امور حکومتی را در دست گرفت و شاه سلطان حسین صفوی که به ناتوانی و زبونی معروف بود به صورت فردی بی‌اراده در دست محکم او درآمد. در تمام دوران سلطنت شاه سلطان حسین، مریم بیگم همانند دو شاهزاده خانم قبل صفویه؛ پریخان خانم و زینب بیگم، سهم مهم و بزرگی از قدرت شاهنشاهی داشت، به نحوی که تنها با فشار او به سادگی و بسیار راحت شاه برای مقابله با مهاجمین ابدالی اقدام کرد. و در اکتبر ۱۷۱۷ میلادی؛ که عمانی‌ها بحرین را مورد حمله قرار دادند، وی نه تنها شاه را وادار به تجهیز سپاه نمود، حتی از دارایی خود سپاه آراست. هنگامی‌که سلطان حسین، برای ارامنه اصفهان بیرون آمدن هنگام باران را ممنوع کرد باعث نجس شدن مسلمانان نشوند، باز دخالت مریم بیگم بود که فرمان را لغو کرد. هنگام تاجگذاری، شاه سلطان حسین به خواست علامه مجلسی می‌گساری را ممنوع کرد. او که نفوذ بسیاری در شاه بی‌اراده و خرافاتی داشت از وی خواست می‌گساری، جنگ طوایف و دسته‌ها و کبوتربازی را با صدور فرمانی متوقف سازد. شاه پذیرفت و دستور انهدام تمامی مشروب فروشی‌ها را داد. این فرمان‌بر عمه پدر شاه ناگوار گردید و تصمیم گرفت با به اجرا گذاشتن نقشه‌ای با این فرمان به مقابله برخیزد. از این جهت قرار بر این شد مریم بیگم تمارض کند و به شاه اطلاع داده شود تنها راه نجاتش بر حسب تجویز اطبای معالج، نوشیدن کمی باده است. نصیحت‌های مداوم مریم بیگم شاه را نسبت به امور کشوری هوشیار نکرد و زمینه‌های سقوط دولت صفویه فراهم گشت و شاه که هر چه بیشتر و بیشتر از امور دور می شد،  مسئولیت امور ضروری و مسائل مهم حکومت را به‌طور مخفی به مریم بیگم اعطا کرد. سرانجام مریم بیگم در سال ۱۷۱۹ در سن ۷۸ سالگی از دنیا رفت و در مشهد دفن شد.

### موقوفات
از اقدامات وی در اصفهان تأسیس مدرسه مریم بیگم در محله حسن‌آباد (سال ۱۷۰۳ م) و مسجد مریم بیگم جنب دروازه دولت (خیابان طالقانی، کوچه مقابل مسجدباب الرحمه) است. مریم بیگم علاوه بر موارد فوق موقوفات بسیاری برای آبادانی شهر و رفاه طلاب حوزه‌های علمیه معین کرد. شیخ رضی الدین محمد بن بهاء الدین محمد بن حسنعلی بن ملا عبدالله ششتری (شوشتری) اصفهانی کتاب شرح ادعیة السّر را به جهت او تألیف کرده‌است.